# Pieve di San Siro (Cemmo)
La pieve di San Siro di Pavia sorge a nella frazione di Cemmo di Capo di Ponte, a 410 m s.l.m. Era uno dei pievanati storici in cui si divideva la Val Camonica. Il complesso, che sorge su uno sperone sovrastante il fiume Oglio, è raggiungibile tramite una scala costruita negli anni trenta del Novecento.

## Storia e descrizione
La fondazione della chiesa nella forma attuale dovrebbe risalire tra la fine del XI secolo e gl'inizi del XII secolo, anche se un frammento di un'epigrafe romana in una monofora fa pensare ad un edificio romano precedentemente posizionato sullo stesso sito, ed in seguito trasformato in un focolare di culto cristiano databile tra VIII e IX secolo. Nella cripta sono infatti presenti elementi preromanici nei capitelli e nelle colonne, due delle quali terminanti in capitelli corinzi databili tra i secoli VII e VIII. Il campanile risulta essere un'aggiunta del XV secolo. A seguito della visita in Valle Camonica di San Carlo Borromeo (1580) si rifecero alcune parti della chiesa, tra le quali il soffitto della navata centrale.
Fino al XVI secolo, la chiesa adempì le funzioni di parrocchiale.
Nel 1912 inizió un restauro a cura dello Stato che porta alla ricollocazione di frammenti di portale caduti, il rifacimento della parete settentrionale del coro la copertura lignea del soffitto (eliminando la struttura a cassettoni e le navate a crociera laterali) e fu rifatta la scala d'accesso alla cripta. In un seguente restauro si rialzarono i pavimenti utilizzando lastre di pietra locale. L'ultimo restauro del campanile risale al 1994-95.
La struttura ha un orientamento ovest-est, con tre absidi a un'estremità e una facciata contro-roccia dall'altra. Sul fianco meridionale si trova l'entrata, identificata da un portale molto elaborato; introdotto da un accenno di protiro con semicolonne affiancate da leoni scolpiti, il portale è decorato con simboli fantastici e floreali. All'interno il presbiterio è rialzato rispetto al corpo della sala principale, così come la navata centrale rispetto alle due laterali. Anche nella cripta si mantiene la suddivisione in tre navate absidate, divise in sei campate con copertura a crociera. 
Sulla parete di fondo a ovest vi sono una serie di gradoni che dovevano servire, secondo la tradizione, ai catecumeni. Da questi si accede a una porta che recava nella sagrestia ed al campanile.
Da questa chiesa proviene il polittico del Maestro Paroto conservato a New York prima di tornare a Brescia ed al suo territorio, essendo stato acquistato il 4 luglio 2012 dalla Fondazione CAB all'asta londinese di Sotheby's, firmato e datato 1447 (o 1444).
L'originario fonte battesimale circolare, interno alla chiesa, è probabilmente un torchio di origine romana o altomedievale.

## Galleria d'immagini

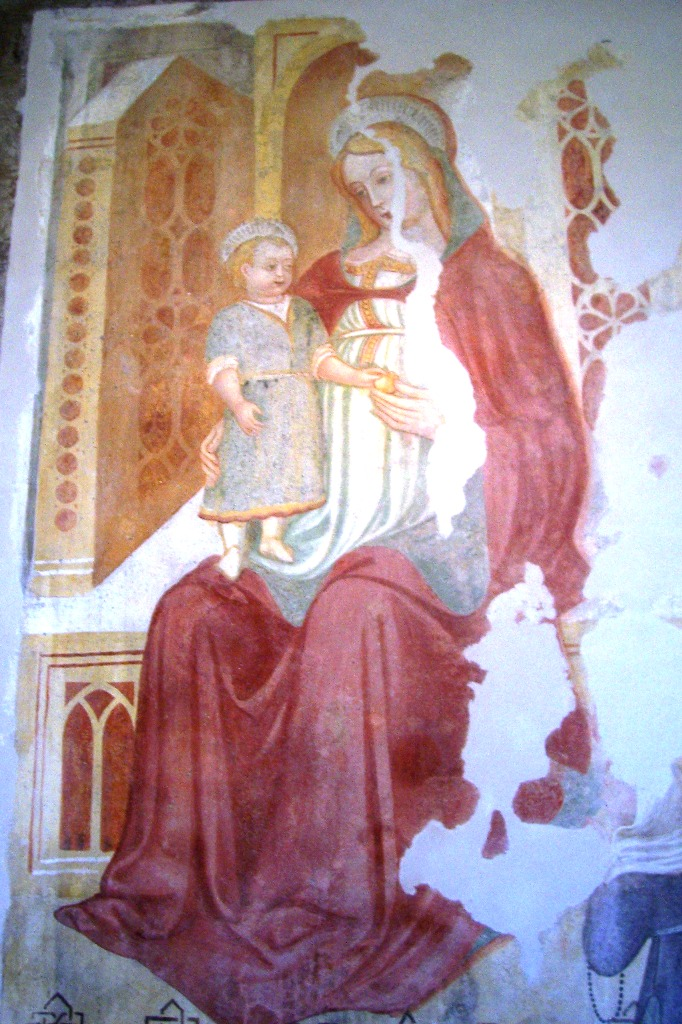
Madonna in trono col bambino.
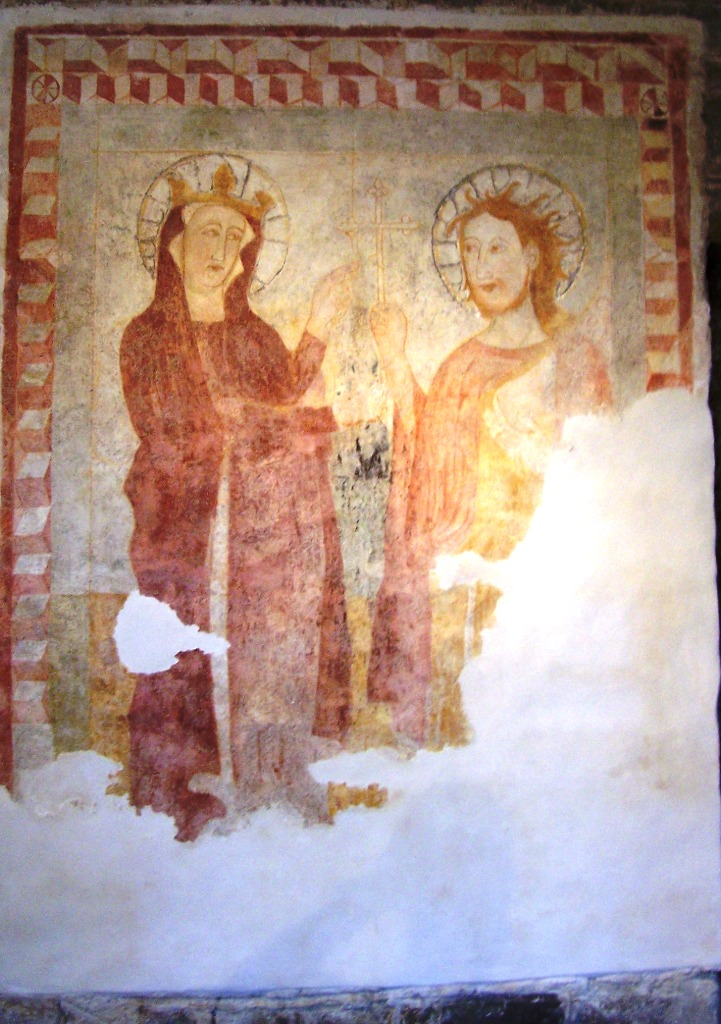
Affresco.
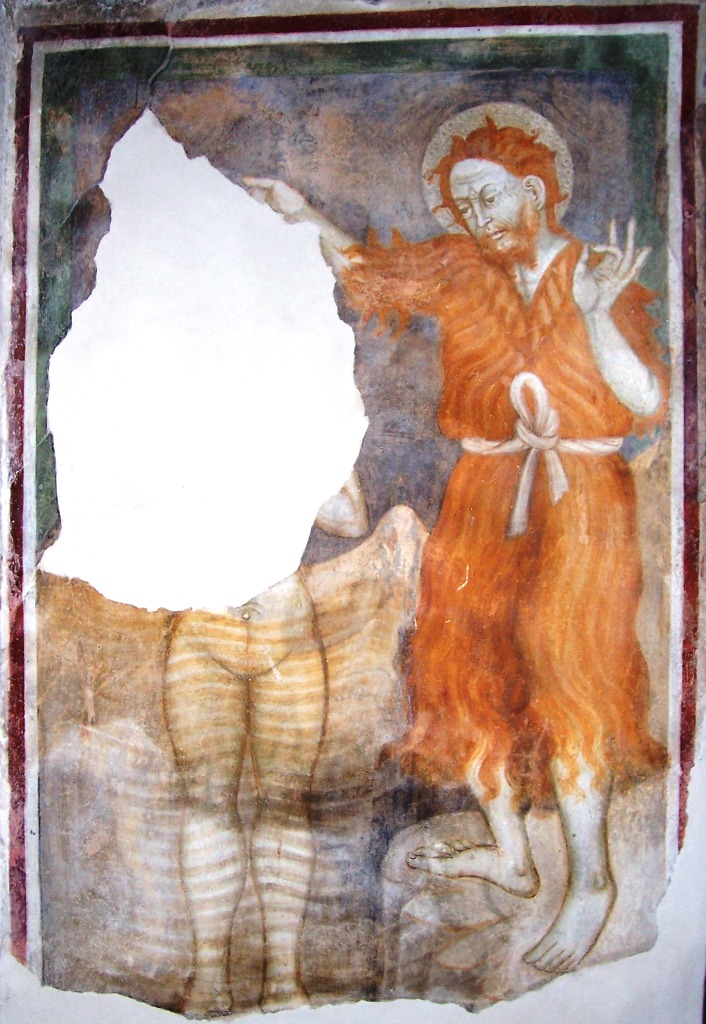
Battesimo di Gesù.
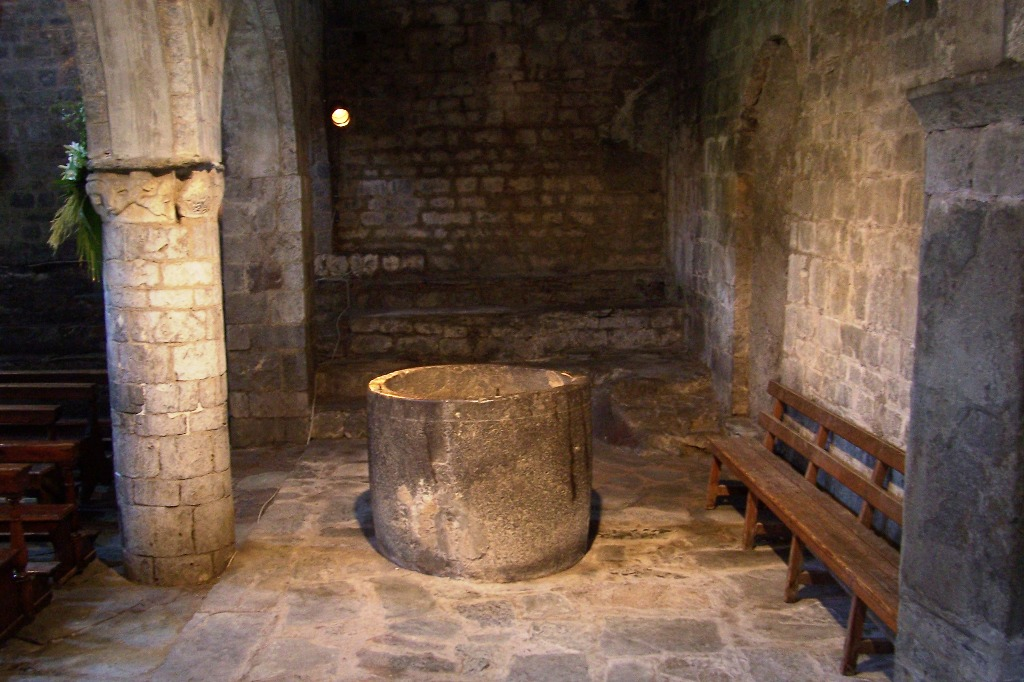
Fonte battesimale.
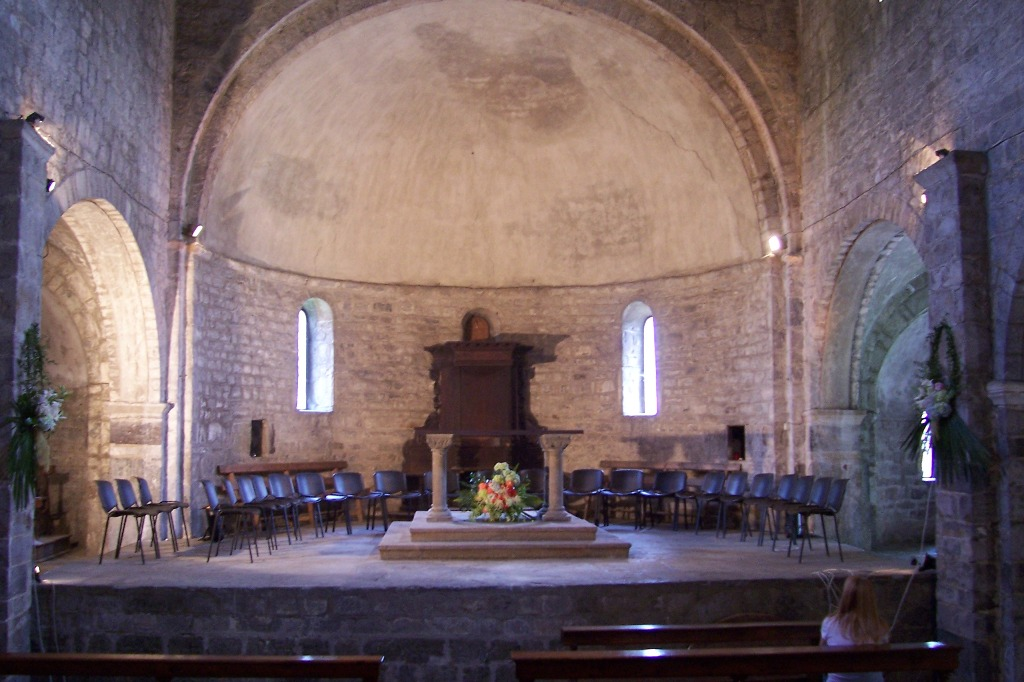
Navata centrale.
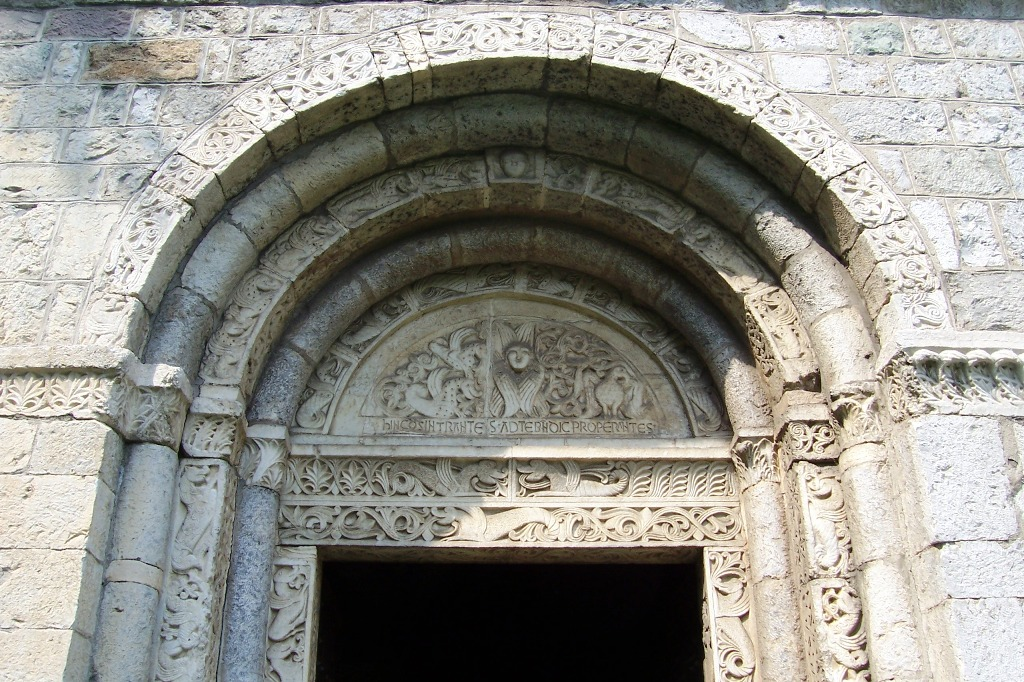
Portale strombato d'ingresso.
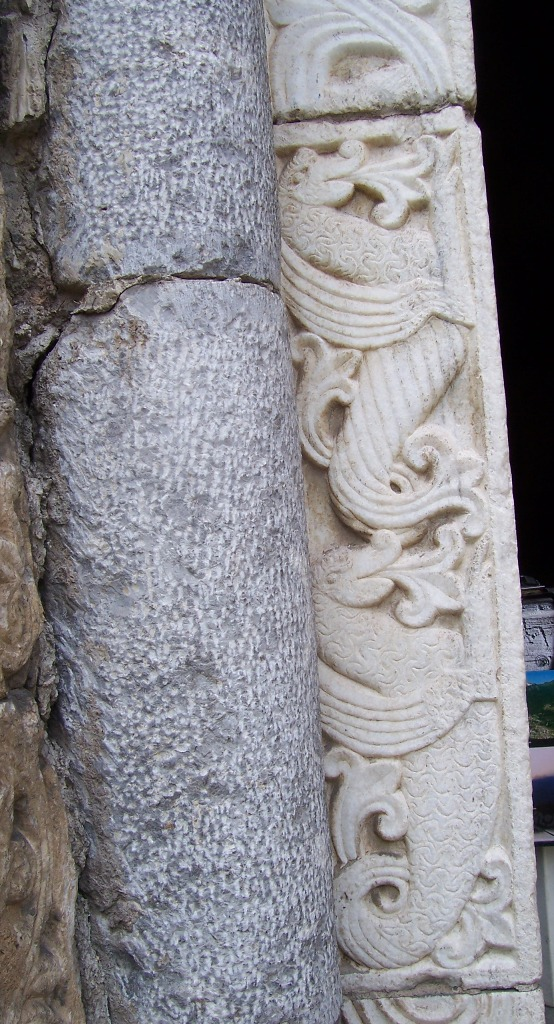
Particolare sul portale.